# 아키타 사다스에
아키타 사다스에(일본어: 秋田定季, 1726년 ~ 1757년 7월 29일)는 일본 에도 시대의 다이묘로, 미하루번의 6대 번주이다. 관위는 종5위하, 몬도노카미이다.
4대 번주 아키타 요리스에의 둘째 아들로 태어났다. 1750년, 형인 5대 번주 아키타 노부스에의 양자로 들어갔으며, 이듬해 형이 은거하면서 번주 자리에 올랐다. 1757년에 사망하였고, 형의 둘째 아들 아키타 요시스에가 그 뒤를 이었다.
| 전임 아키타 노부스에 | 제6대 미하루번 번주 (아키타 가문) 1751년 ~ 1757년 | 후임 아키타 요시스에 |